# أتش دي دبليو
أتش دي دبليو (HDW) اختصارة إلى (Howaldtswerke-Deutsche Werft: حوض هوفالدتسفيركه الألماني لبناء السفن) هي شركة بناء سفن ألمانية، يقع مقرها في كيل، ألمانيا. وهي جزء من مجموعة تي كيه أم أس التي تملكها تيسين كروب. تأسست هذه الشركة بمدينة كيل الألمانية في 1838 واندمجت مع شركة دويتشه فيرت التي مقرها في هامبورغ لتشكيل شركة ها دي ڤي في 1968. كانت شركة فريدريش كروب تستخدم حوض السفن التابع لـ«ها دي ڤيه» حتى نهاية الحرب العالمية الثانية.